# Алабугское сельское поселение
Ала́бугское се́льское поселе́ние — муниципальное образование в Красноармейском районе Челябинской области Российской Федерации. В рамках административно-территориального устройства муниципальное образование  соответствует административно-территориальной единице Алабугский сельсовет.
Административный центр — село Алабуга.

## История
Статус и границы сельского поселения установлены Законом Челябинской области от 9 июля 2004 года № 243-ЗО «О статусе и границах Красноармейского муниципального района и сельских поселений в его составе»

## Население
| 2002  | 2010  | 2011  | 2012  | 2013  | 2014  | 2015  |
| ----- | ----- | ----- | ----- | ----- | ----- | ----- |
| 1865  | ↘1600 | ↗1605 | ↗1629 | ↘1627 | ↘1594 | ↘1552 |
| 2016  | 2017  | 2018  | 2019  | 2020  | 2021  |       |
| ↘1537 | ↘1507 | ↘1474 | ↘1419 | ↘1387 | ↘1314 |       |

## Состав сельского поселения
| № | Населённый пункт | Тип населённого пункта       | Население |
| - | ---------------- | ---------------------------- | --------- |
| 1 | Алабуга          | село, административный центр | ↘846      |
| 2 | Ачликуль         | село                         | ↘519      |
| 3 | Кадкуль          | деревня                      | ↘22       |
| 4 | Сосново          | деревня                      | ↘49       |
| 5 | Феклино          | село                         | ↘113      |
| 6 | Шабалтак         | деревня                      | ↘51       |